# Arcticfox
Arcticfox is een computerspel dat werd ontwikkeld door Dynamix en uitgegeven door Electronic Arts. Het spel kwam uit in 1985. De speler moet in een tank van het type Slye-Hicks MX-100 de operatie Arcticfox uitvoeren. De missie bestaat uit het bevrijden van de Antarctica van ruimtewezens. Er komen tegenstanders in alle grote en gedaantes tevoorschijn, zoals vliegtuigen, tanks en communicatietorens.

## Platforms
| jaar | platform                                |
| ---- | --------------------------------------- |
| 1986 | Amiga, Apple II, Atari ST, Commodore 64 |
| 1987 | DOS                                     |
| 1988 | Amstrad CPC, PC-98, ZX Spectrum         |
| 1989 | MSX                                     |

## Ontvangst
| Beoordeeld door                | Platform     | Datum         | Score |
| ------------------------------ | ------------ | ------------- | ----- |
| Computer and Video Games (CVG) | Commodore 64 | februari 1987 | 80%   |
| Happy Computer                 | Amiga        | 1986          | 73%   |
| Tilt                           | Atari ST     | juni 1987     | 65%   |
| 64'er                          | Commodore 64 | maart 1987    | 60%   |
| The Games Machine (GB)         | DOS          | oktober 1987  | 58%   |